# Ernst Heilmann
Ernst Heilmann, né le 13 avril 1881 à Berlin et assassiné par les nazis le 3 avril 1940 au camp de concentration de Buchenwald, est un homme politique allemand.

## Biographie
Issu d'une famille juive mais non-croyant, il est scolarisé au lycée de Cölln. Il adhère au Parti social-démocrate (SPD) à l'âge de 17 ans. Il étudie le droit et les sciences politiques à l'université de Berlin, mais n'est pas autorisé à devenir avocat stagiaire, en raison de son engagement politique à gauche. Il devient alors journaliste, couvrant les débats parlementaires. En 1909 il devient rédacteur en chef du Volksstimme, journal social-démocrate de Chemnitz.
Soldat volontaire durant la Première Guerre mondiale, il est blessé au combat, perdant l'usage de son oeil droit,. Il co-fonde l'Association des invalides de guerre du Reich, et s'engage dans le militantisme pour les droits dans anciens combattants,.
En 1919 il est élu à la fois conseiller municipal à Charlottenburg et député de Francfort à l'assemblée constituante de l'État libre de Prusse,. Il est ensuite continuellement réélu au Parlement prussien jusqu'en 1933, devenant en 1924 le chef du groupe parlementaire social-démocrate. Il joue un rôle important dans l'entente entre les partis modérés qui permet la stabilité gouvernement prussien du ministre-président social-démocrate Otto Braun de 1924 à 1932. 

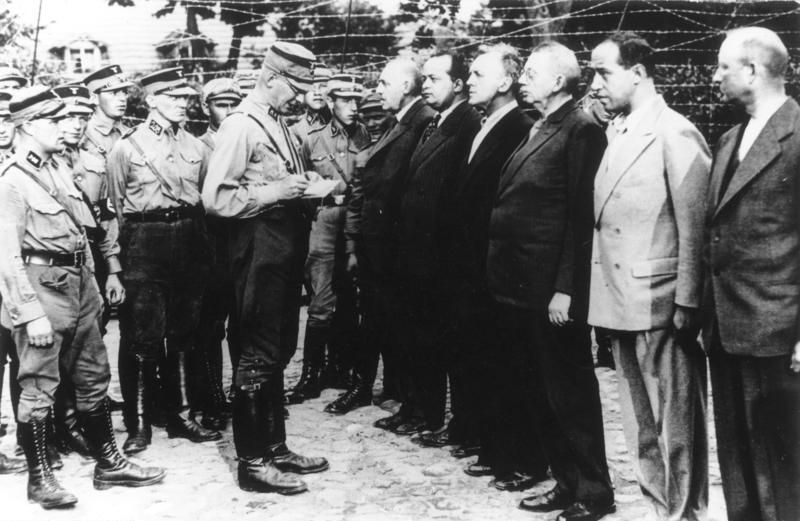
Ernst Heilmann (à droite) avec d'autres prisoniers issus des milieux politiques et culturels (Kurt Magnus, Hans Flesch, Heinrich Giesecke, Alfred Braun et Friedrich Ebert junior), au camp de concentration d'Oranienburg en août 1933.

Aux élections législatives allemandes de 1928 il est élu député de Francfort au Reichstag ; il est réélu aux élections anticipées de 1930, de juillet 1932, de novembre 1932 et de mars 1933. Dans le même temps, il dénonce la menace que pose le nazisme. Cela lui vaut en 1926 de subir une menace explicite de la part du député nazi Wilhelm Frick, qui promet de le « pendre de manière tout à fait légale dans le prochain Troisième Reich ».
Les élections de 1933 portent au pouvoir les nazis. Incité par ses amis à fuir le pays, Ernst Heilmann refuse, faisant valoir que les simples membres du SPD, ouvriers, ne sont pour leur part pas en mesure d'émigrer, et qu'il ne partira pas s'ils ne peuvent le faire également. Il est arrêté par la Gestapo le 26 juin 1933 au Café Josty sur la Potsdamer Platz de Berlin, et interné et torturé successivement à la prison de Plötzensee puis aux camps de concentration d'Oranienburg, de Papenburg-Börgermoor, de Dachau et enfin de Buchenwald, où il est assassiné tôt le matin du 3 avril 1940 par injection létale par un officier des SS. Le rapport délivré au commandant du camp sur son exécution le décrit comme un « éminent juif politique » (prominente politische Jude),,,.
Il est l'un des anciens députés commémorés par le Mémorial en souvenir des 96 membres du Reichstag assassinés par les nazis, devant le palais du Reichstag.